# 望台镇
望台镇，是中华人民共和国辽宁省鞍山市海城市下辖的一个乡镇级行政单位。

## 行政区划
望台镇下辖以下地区：
望台社区、前望台社区、新河村、新望台村、古树村、赵坯村、邢家村、东双村、官草村、刘家台村和道沿村。